# Жабелівка
Жабелі́вка — село в Україні, у Вороновицькій селищній громаді Вінницького району Вінницької області.

## Географія
У селі бере початок річка без назви, ліва притока Кобильні.

## Історія
Під час другого голодомору у 1932–1933 роках, проведеного радянською владою, загинуло 34 особи.

## Населення

### Мова
Розподіл населення за рідною мовою за даними перепису 2001 року:
| Мова       | Кількість | Відсоток |
| ---------- | --------- | -------- |
| українська | 539       | 97.12%   |
| російська  | 0         | 0%       |
| румунська  | 1         | 0.18%    |
| Усього     | 555       | 100%     |

## Відомі люди
- Копитко Василь Миколайович (1964—1999) — альпініст, майстер спорту міжнародного класу.
- Лютворт Генріх Адамович (1925—1972) — міський голова Вінниці у 1963—1964 рр., радянський чиновник, історик-краєзнавець.
- Маркілюк Леонід Петрович (1930) — Герой Соціалістичної Праці.